# Муніципальна бібліотека імені Анатолія Добрянського
Муніципа́льна бібліоте́ка і́мені Анато́лія Добря́нського [Архівовано 16 лютого 2020 у Wayback Machine.] — некомерційна організація, муніципальний заклад культури, що належить до комунальної власності територіальної громади міста Чернівців. 

## Візитівка
Бібліотека є юридичною особою, утримується за рахунок бюджету та власно зароблених коштів. Має всі атрибути самостійної організації (печатку, штамп, бланк зі своїм найменуванням, окремий кошторис).
Бібліотека знаходиться у підпорядкуванні Управління культури Чернівецької міської ради.
Розміщена в історичному центрі міста Чернівці (вул. Українська, 22) у приміщенні розкішної сецесійної вілли початку 20-го століття.
Бібліотека має статус загальнодоступної.
В основних фондах налічується більше 30 620 книг та літературних журналів. Це — видання української і світової класики, сучасної літератури, мистецтва, історії, педагогіки, філософії, психології, краєзнавства та багато різноманітної енциклопедичної та довідкової літератури. 
Директором бібліотеки з моменту її заснування працює Щербанюк Олександра Ілярівна.

## Історія заснування

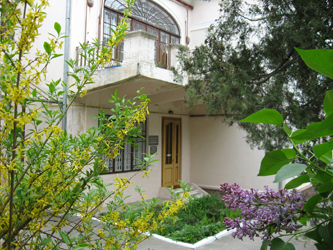
Внутрішний дворик Муніципальної бібліотеки

Муніципальна бібліотека імені Анатолія Добрянського працює з 6 жовтня 2005 року. В момент заснування її книжковий фонд складався з книг, зібраних протягом всього життя Анатолієм Миколайовичем Добрянським.

«Ця книгозбірня — це все, чим Анатолій Добрянський (відомий філолог, музикознавець, поліглот, викладач Чернівецького національного університету, заслужений діяч мистецтв України, Почесний громадянин міста Чернівці, лауреат премії імені С. Воробкевича) жив і дихав, у що він вклав свою душу і всі кошти до копійки, відмовляючи собі в найнеобхіднішому. У літературних колах знали, що свою бібліотеку, що вщерть заповнювала однокімнатну квартиру, він хоче залишити для міста. Тож, вже коли Анатолій Миколайович відійшов в інший світ, його родичі звернулись з клопотанням до міського голови Миколи Федорука, який особисто пішов подивитися на книжковий фонд. Він був подивований багатством зібрання. Після цього М.Федорук з родиною Добрянського та небайдужими депутатами міської ради підшукали приміщення, в якому могла би зберігатися і працювати така бібліотека»..

Якщо раніше цими книжковими скарбами могли користуватися тільки друзі, викладачі та студенти Анатолія Миколайовича, то тепер вони стали відкритими для всіх бажаючих.

## Фонди Муніципальної бібліотеки
Основа книжкового фонду Муніципальної бібліотеки — це книги Анатолія Миколайовича Добрянського, які він дбайливо збирав упродовж всього життя: купував у книжкових магазинах, замовляв у видавництвах, одержував у подарунок від учнів і колег, які їх привозили зі всіх куточків України та інших країн.

Багато книг йому подаровано авторами, про що свідчать дарчі надписи [Архівовано 18 січня 2020 у Wayback Machine.]. Ці книги зберігаються у меморіальній кімнаті Муніципальної бібліотеки. Серед них автографи: Ліни Костенко, Анатолія Солов'яненка, Марії Бієшу, Івана Миколайчука, Дмитра Гнатюка, Богдана Ступки, Івана Драча, Івана Дзюби, Миколи Вінграновського, Дмитра Павличка, Ігоря Калинця, Богдана Мельничука, Володимира та Михайла Івасюків, Тамари Севернюк, Йосипа Ельгісера, Марії Матіос, Галини Тарасюк, Софії Майданської, Наталки Кащук, Елеонори Соловей та багатьох-багатьох інших визначних особистостей, які творили і творять культуру України. 

30 травня 2008 року Муніципальна бібліотека ім. А. Добрянського отримала з Москви в подарунок домашню бібліотеку письменника [Архівовано 22 лютого 2020 у Wayback Machine.] та колишнього в'язня ГУЛАГу Петера Зігмундовича Деманта. Він жив у Чернівцях з 1919 року, приїхавши сюди з родиною із Австрії. Тут, в інтелігентній родині, де панував дух високої європейської культури, пройшли його найкращі роки дитинства та юності. Як виявилося, це були взагалі найщасливіші його роки, бо в 1941 році Деманта арештували і вивезли на Колиму. Наприкінці життя він переїхав жити в Москву до дружини, де і помер. А бібліотеку заповів місту своєї юності і за особистої підтримки чернівецького міського голови М. Федорука (особисто їздив в Москву) та посольства Австрії в Москві вона була перевезена до Муніципальної бібліотеки.

Серед 4000 книг та періодичних видань [Архівовано 22 лютого 2020 у Wayback Machine.] бібліотеки Петера Зігмундовича Деманта [Архівовано 22 лютого 2020 у Wayback Machine.] є твори давньої, російської й світової літератури, видання про подорожі та експедиції, словники, енциклопедії, дослідження з історії і культури міста Чернівців та наукові розвідки про життя в ГУЛАГу.
Більша частина фонду Деманта німецькою та румунською мовами, а також французькою, китайською, арабською, італійською.
У бібліотеці зберігаються сім авторських книг [Архівовано 4 серпня 2020 у Wayback Machine.] Петера Деманта, які він підписував псевдонімом Вернон Крес.4. Цю традицію дарування підтримали відомі чернівчани: частину своїх домашніх бібліотек передали Муніципальній бібліотеці професор В. Антофійчук, професор С. Абрамович, професор П.Рихло, професор М. Крачило, письменники та викладачі університету — О. Романенко та Я. Вишиваний, політолог І. Буркут; піаніст, композитор, який відзначений ЮНЕСКО званням «Золоте ім'я світової культури» Й. Ельгісер.

До всіх цих фондів забезпечено відкритий доступ читачів. Саме це сприяє залученню учнів і студентів до користування енциклопедіями, багатотомними виданнями, науковим апаратом бібліотеки.
За час роботи бібліотеки її фонди поповнилися новими надходженнями — за 5 років було придбано 442 книги.
Перш за все це енциклопедичні видання, словники, підручники і монографії із загальнонаукових дисциплін, мовознавства та літературознавства, книги сучасних авторів, переклади з іноземних мов.
При комплектуванні фондів здійснюється детальний відбір, щоб кожна книжка в бібліотеці «працювала».

## Творча та організаційна діяльність бібліотеки
1. У цей прагматичний час молодь більше часу проводить за комп'ютером, ніж у бібліотеці, тому бібліотека шукає такі форми роботи, щоб про неї знали якомога більше людей.
Для цього в бібліотеці проводяться різноманітні культурно-мистецькі заходи, започаткували п'ять авторських програм, із залученням відомих в місті особистостей, які мають талант спілкування з великими аудиторіями слухачів.
1) Першою була започаткована програма «Історія вулиць та її жителів», яку веде науковий співробітник Чернівецького національного університету ім. Ю. Федьковича, краєзнавець, архівіст — Марія Никирса.
Почали, звичайно, з вулиці Української та будинку № 22, де знаходиться Муніципальна бібліотека імені Анатолія Добрянського. Це розкішна вілла початку XX століття в стилі модерн, сьогодні є пам'яткою архітектури місцевого значення, належала родині Фішерів, а з повоєнних років в ній розташовувалася редакція найдавнішої і єдиної на той час у Чернівцях газети «Радянська Буковина», яка й сьогодні перебуває на другому поверсі цього будинку, готує до друку газету з оновленою назвою «Буковина».
Тут завжди було активне літературне та мистецьке життя. Цієї будівлі не минав жоден діяч культури, який жив у Чернівцях тимчасово чи тільки приїжджав до міста. Тут побували або працювали в різний час І. Вільде, А. Малишко, О. Гончар, В. Чорновіл, Т. Мельничук, Т. Севернюк…Перші проби пера тут зробили В. Бабляк, М. Ткач, А. Добрянський, Б. Мельничук, М. Івасюк, В. Михайловський, С. Будний — власне тут знаходилося обласне літературне об'єднання Спілки письменників України. 
Перебували у цій будівлі відомі митці краю, такі як Н. Яремчук, В. Івасюк, П. Дворський, І. Миколайчук, С. Ротару. 
Вишукані інтер'єри та розташування будівлі надихнули кіномитців на зйомки таких відомих фільмів, як телесеріал «Де ти був, Одісей» з Донатасом Баніонісом у головній ролі; «Лучаферул» («Ранкова зоря») Еміля Лотяну, присвяченого Міхаю Емінеску; «Меланхолійний вальс» Бориса Савченка за мотивами оповідання Ольги Кобилянської. Тому абсолютно органічним є той факт, що в цьому приміщенні продовжується літературно-мистецьке життя Чернівців і всієї Буковини, адже і в бібліотеку, і в редакцію навідуються люди з цілого краю. 
На вулиці Українській, з протилежного боку від бібліотеки, розташовується така відома споруда у Чернівцях як Український Народний Дім, де вже понад 120 років відбуваються важливі для української державності та культурного життя нашого міста події та зустрічі. Тут перебували і читали свої твори І. Франко, Л. Українка, Б. Лепкий, Ю. Федькович, С. Воробкевич, О. Ольжич, Д. Дорошенко і цей перелік ще можна продовжувати.
Поруч знаходиться ще одне творіння відомого чеського архітектора Й. Главки — Вірменська церква (нині зал органної та камерної музики).
2) Не менш цікаві були авторські програми мистецтвознавця Світлани Біленкової «Чернівецькі архітектурні етюди» [Архівовано 22 лютого 2020 у Wayback Machine.], на яких розповідалося про ландшафт Чернівців, архітектурні стилі нашого міста, прекрасні зразки забудови та впорядкування європейських міст
3) Завжди з великим нетерпінням чекають наші читачі на чергову зустріч з автором програми «Міський силует» [Архівовано 22 лютого 2020 у Wayback Machine.] — відомим дизайнером моди Світланою Крачило та її роботами. На цих зустрічах читачі дізнаються про те, якою була мода в Чернівцях 100 років тому, що носять сьогодні, які тенденції будуть в наступних сезонах. І це все демонструють студенти, які здобувають професію дизайнера моди. Адже красиво, зі смаком одягнуті чернівчани, особливо молодь — обличчя нашого міста, і цього теж потрібно навчати.
4) У колекції Анатолія Миколайовича значну частину складають поетичні збірки як української, так і зарубіжної поезії. Адже він високо цінував поезію, його наукові дослідження присвячені сонету. В молоді роки він сам багато віршував, в його квартирі читалися вірші, народилася не одна поетична збірка його друзів та вдячних і талановитих студентів.
Щоби продовжити цю традицію, до Міжнародного дня поезії було започатковано цикл заходів під назвою Мистецька світлиця «О, що то є — поезія землі?». Проводить Заслужений діяч мистецтв України, поетеса, перекладач, авторка 27 поетичних збірок, лауреат Міжнародної премії ім. В. Винниченка, обласної літературно-мистецької премії ім. С. Воробкевича, премій ім. В. Бабляка і Д. Загула — Тамара Севернюк. У заходах беруть активну участь учні шкіл міста, студенти технікумів та вузів, які роблять перші літературні проби пера в поезії, прозі, художньому перекладі. З них поезії 14 учасників були відібрані для участі у Всеукраїнському конкурсі «Моя Батьківщина: Україна очима дітей».

5). Робота бібліотеки привернула увагу багатьох мешканців, адже Чернівці за висловом Ґеорга Ґайнцена, завжди було містом, в якому «фірмани фіакрів сперечалися про Карла Крауса», а «книгарень було більше, ніж пекарень», тобто містом, в якому книга завжди була у пошані. На пропозицію читачів було започатковано літературні зустрічі «Книга в житті чернівчан». В гостях побував заслужений артист України, композитор, співак, викладач ЧНУ ім. Ю. Федьковича Іван Дерда з родиною, а також науковці, підприємці, небайдужі до книги чернівчани. Ця добра традиція буде мати гарне продовження.
2. Не залишаються поза увагою і ювілейні дати видатних діячів України й світу в галузі літератури та мистецтва.
Читачі спільно з співробітниками бібліотеки «пройшлись» стежками Олега Ольжича по місту, присвятили захід до 100-річного ювілею поета. Разом з Тамарою Севернюк та
Володимиром Стариком пізнавали таємниці Ірини Вільде, яка любила Чернівці і приїжджала сюди до останніх днів свого життя. 
До 150-річного ювілею Івана Франка читачі були запрошені на його чернівецькі адреси, захід проводився за участю професора Богдана Мельничука, а «Доброю звісткою від Івана Франка» з вчителями української мови поділився доцент кафедри української літератури Львівського Національного університету ім. І. Франка Ростислав Чопик.3. Бібліотекою була організована зустріч журналістів, викладачів університету, членкинь жіночого товариства з американською письменницею та психологом Корою Шварц, яка, перебуваючи в Чернівцях, дізналася про те, що народилася в той же день, коли померла Ольга Кобилянська, що стало основним чинником популяризації творчості письменниці за океаном (в США). Кора Шварц створила світлицю пам'яті О.Кобилянської та фінансує переклад її творів англійською мовою.
4. У бібліотеці були започатковані літературні зустрічі письменника, поета Василя Кожелянка з журналістами. Таким чином, співробітники бібліотеки намагаються продовжити подвижницьку справу Анатолія Миколайовича Добрянського. Він присвятив усе своє життя до останнього
подиху збереженню неповторного духу міста, в якому, за словами П. Целана, жили «книги і люди». Бібліотека стала місцем, де читачам надається можливість спілкування з літературою, культурою і мистецтвом.
5.Співробітники бібліотеки підготували до друку низку видань:
1. Особлива гордість співробітників — підготовлене до друку видання «Свідчення й Освідчення» (Автографи для Анатолія Добрянського [Архівовано 18 січня 2020 у Wayback Machine.]) (Чернівці: Книги — ХХІ, 2008. — 328 с.), яке містить 441 автограф з книг, подарованих А. Добрянському видатними письменниками, науковцями, громадсько-культурними і освітніми діячами впродовж 1951—2003 років.
2. Ігор Буркут: Бібібліографічний покажчик (Чернівці: Прут, 2008. — 148 с.), підготовлена до 60-річчя відомого політолога, громадського діяча, викладача ЧНУ ім. Ю. Федьковича спільно з кафедрою політології та державного управління університету та Чернівецькою обласною універсальною бібліотекою ім. М. Івасюка;
3. Василь Селезінка: Бібліографічний покажчик (Чернівці: Буковина, 2008. — 128 с.), присвячений 75-річчю журналіста, режисера, письменника, актора, сценариста, громадського діяча.
4. «Буковинський Златоуст Анатолій Добрянський [Архівовано 18 січня 2020 у Wayback Machine.]» (К.: ВЦ «Академія», 2010) — спогади, статті, вірші.
5. збірник доповідей та повідомлень, виголошених на Міжнародній науково — практичній конференції «Бібліотеки — центри духовної спадщини [Архівовано 18 січня 2020 у Wayback Machine.]» (Чернівці: Прут, 2010), присвячений 600-річчю першої писемної згадки про Чернівці;
6. брошура «Серце моє — Чернівці» [Архівовано 18 січня 2020 у Wayback Machine.] — про будинки-ювіляри 2008 року,
7. буклет «Муніципальна бібліотека імені Анатолія Добрянського» [Архівовано 18 січня 2020 у Wayback Machine.].

6.Зважаючи на те, що Болонський процес передбачає збільшити частку самостійної роботи студентів, співробітники бібліотеки вважають своїм надзвичайно актуальним завданням навчити студентів самостійно працювати з книгою, розвивати в них творчі задатки, ініціативність, прищепити навички активного наукового пошуку, критичність мислення .

Це досягається у співпраці із викладачами Чернівецького Національного університету, які дають студентам індивідуальні завдання, а виконати їх допомагають бібліотекарі, скеровуючи пошук інформації в різних джерелах, у першу чергу в друкованих. Для цього співробітники бібліотеки використовують і наявний фонд, і, звичайно ж залучають новітні технології та електронні документи.